# Същински медузи
Същинските медузи (Scyphozoa) са клас медузи от тип мешести (Cnidaria).
Името на класа Scyphozoa идва от гръцката дума скифос (σκύφος), означаваща вид чаша за пиене, произхожда от форма на организма.

## Класификация
Клас Същински медузи
- Разред †Byroniida
- Разред †Conulariida
- Разред Coronatae
- Разред Semaeostomeae

## Обща характеристика
Повечето видове на Scyphozoa имат две фази на жизнения цикъл, включващи планктонна форма или медуза, която е най-забележима през топлите летни месеци и незабележима, но дълго живуща дънна форма или полип, който сезонно поражда нови медузни форми. Повечето от големите, често разноцветни видими с просто око медузи в крайбрежните води по целия свят са Scyphozoa. Те обикновено варират от 2 до 40 сантиметра в диаметър, но най-големите видове (Cyanea capillata) може да достигне 2 метра. Scyphozoa се откриват в световните океани, от повърхността до голяма дълбочина, но не се срещат в сладководни басейни.
Като медузи, те ядат разнообразие от ракообразни и риби, които улавят използвайки жилещите клетки, наречени нематоцисти. Нематоцистите са разположени на цялата дължина на пипалата, които излизат надолу от ръба на чадърния купол, а също и покриват четирите или осем устни ръце, които висят от устата. Някои видове обаче, се хранят чрез филтриране на водата, като използват пипала за прецеждане на планктон от водата.

## Анатомия
Същинските медузи обикновено показват двустранна симетрия и имат вътрешна желеобразна маса, наречена мезоглеа, която дава същата структурна цялост като скелета. Мезоглеата включва подвижни амебовидни клетки, произхождащи от епидермиса.
Същинските медузи нямат никакви трайни твърди части, включително глава, скелет и няма специализирани органи за дишане или екскреция. Морските медузи може да се състоят от до 98% вода и затова са рядко срещани в изкопаеми форма.
За разлика от хидровидни при същинските медузи липсва кръглата мембрана под чадърчето, която помага задвижването (обикновено по-малки) чрез водата. Пръстен на мускулните влакна, обаче, присъства в мезоглеата около ръба на купола и медузата плува чрез последователно свиване и отпускане на тези мускули. Периодично свиване и отпускане задвижва медузата през водата, което и позволява да избяга от хищници или да преследва плячката си.
Устата се отваря в централен стомах, от които четири взаимосвързани дивертикули излъчват навън. При много видове, той е продължен от системата на радиални канали, със или без допълнителен канален пръстен към ръба на купола. Някои родове, като Cassiopea, дори имат допълнителни, по-малки устенца по устните пипала. Лигавицата на храносмилателната система включва допълнителни смилателни нематоцисти, заедно с клетки, които отделят храносмилателни ензими.
Нервната система обикновено се състои от разпределена мрежа от клетки, въпреки че някои видове притежават по-организирани нервни пръстени. При видове, при които липсват нервни пръстени, нервните клетки са концентрирани в малки структури, наречени rhopalia. Има между четири и шестнадесет от тези малки издутини, подредени около ръба на чадъра, където те координират мускулната дейност, което позволява на животното да се движи. Всяка rhopalia се свързва обикновено с чифт сензорни ями, статоцист, а понякога пигмент чаша оцелус.

## Размножаване
Повечето видове са разделнополови, с отделни мъжки и женски индивиди. Половите жлези са разположени в лигавицата на стомаха, а зрелите гамети се изхвърлят през устата. След оплождането, някои видове „мътят“ младите в торбички по устните пипала, но по-често са планктонни.
Оплодената яйцеклетка се развива в планула (вид ларва), която при повечето видове бързо се прикрепя към дъното на басейна. Ларвата се развива в хидроидната фаза от жизнения цикъл, малък прикрепен полип, наречен сцифостома. Сцифостомата се възпроизвежда безполово, давайки подобни полипи чрез пъпкуване, а след това се превръща в медуза, поетапно се отделят млади медузи от горната част. Медузките първоначално са микроскопични и може да отнеме години, за да достигнат полова зрялост.